# Orjana
Orjana je žensko osebno ime.

## Izvor imena
Ime Orjana izhaja iz italijanskega imena Oriana. To povezujejo z latinskim glagolom orior v pomenu besed »vzdigniti se, pokazati se, pojaviti se«. Oriana je sorodno ime imenu Oriencij (glej ime Iztok).

## Različice imena
- ženske oblike imena: Oriana, Orijana
- moške oblike imena:Oriano, Orijano, Orjano

## Pogostost imena
Po podatkih Statističnega urada Republike Slovenije je bilo na dan 31. decembra 2007 v Sloveniji 79 oseb z imenom Orjana.

## Osebni praznik
V koledarju se ime Orjana zaradi  sorodnosti z imenom Oriencij lahko uvrsti k temu imenu, ki god praznuje 11. maja.